# Plateforme de glace de Fimbul
- Plateforme de Fimbul (40 843 km2)

Plateforme de Fimbul (40 843 km2)

La plateforme de glace de Fimbul est une plateforme de glace longue d'environ 190 km et large d'environ 100 km, alimentée par le glacier Jutulstraumen, bordant la côte de la Terre de la Reine-Maud du 3°W au 3°E, sur une superficie de 40 843 km2 en 2013.
Elle est photographiée du ciel par la Troisième Expédition Germanique en Antarctique (1938-1939), cartographiée par des cartographes norvégiens à partir d'enquêtes et de photographies aériennes par du NBSAE (1949-1952) et d'autres photos aériennes prises par l'expédition norvégienne (1958-1959) et nommée Fimbulisen qui signifie « géant de glace » en norvégien (cf. Fimbulvetr).
Des mesures prises via trois forages au travers de la plateforme en 2010-2011 ou par sous-marin autonome en 2005 indiquent un océan sous-jacent assez froid, avec des températures proches du point de congélation de la surface de l'océan, et donc des taux de fonte assez faibles.